# Mirville
Mirville é uma comuna francesa na região administrativa da Normandia, no departamento de Sena Marítimo. Estende-se por uma área de 5,42 km². Em 2010 a comuna tinha 348 habitantes (densidade: 64,2 hab./km²).